# George Herbig
George Howard Herbig (ur. 2 stycznia 1920, zm. 12 października 2013) – amerykański astronom.

## Życiorys
W 1948 otrzymał tytuł doktora w Berkley, specjalizował się w badaniach wczesnej fazy ewolucji gwiazd. Najbardziej znany z odkrycia obiektów nazwanych obiektami Herbiga-Haro. W 1960 roku wyróżnił nowy typ gwiazd zmiennych nazwany od jego nazwiska gwiazdami typu Herbig Ae/Be. W 1975 roku American Astronomical Society przyznało mu nagrodę Henry Norris Russell Lectureship. Jego nazwiskiem nazwano planetoidę (11754) Herbig.

## Wybrane publikacje
- High-Resolution Spectroscopy of FU Orionis Stars, ApJ 595 (2003) 384–411
- The Young Cluster IC 5146, AJ 123 (2002) 304–327
- Barnard's Merope Nebula Revisited: New Observational Results, AJ 121 (2001) 3138–3148
- The Unusual Pre-Main-Sequence star VY Tauri, ApJ 360 (1990) 639–649
- The Structure and Spectrum of R Monocerotis, ApJ 152 (1968) 439
- The Spectra of Two Nebulous Objects Near NGC 1999, ApJ 113 (1951) 697